# گیورگ تنوال
گیورگ تنوال (انگلیسی: Georg Tengwall; ۶ آوریل ۱۸۹۶ – ۵ مارس ۱۹۵۴) قایقران قایق بادبانی اهل سوئد بود.